# Haiduciîna, Strîi
Haiduciîna (în ucraineană Гайдучина) este un sat în așezarea urbană Dașava din raionul Strîi, regiunea Liov, Ucraina.

## Demografie
Componența lingvistică a localității Haiduciîna
     Ucraineană (100%)
Conform recensământului din 2001, toată populația localității Haiduciîna era vorbitoare de ucraineană (100%).